# District Botoșani
Botoșani is een Roemeens district (județ) in de historische regio
Moldavië, met als hoofdstad Botoșani (128.888 inwoners). De gangbare afkorting voor het district is BT.

## Demografie
In het jaar 2002 had Botoșani 452.834 inwoners en een bevolkingsdichtheid van 91 inwoners per km².

### Bevolkingsgroepen
In Botoșani is 98% een Roemeen. Minderheden zijn de Russen, Oekraïners en Roma's.

## Geografie
Het district heeft een oppervlakte van 4986 km² en komt daarmee op de 28e plaats met de grootte van provincies in Roemenië.

## Aangrenzende districten
- Suceava in het westen
- Iași in het zuiden
- Moldavische regio Edineț in het oosten
- Oekraïense regio Tsjernivtsi (Roemeens: Cernăuți) in het noorden

## Geboren in Botoșani
- Mihai Eminescu, een grote Roemeense poëet, is geboren in het dorpje Ipotesti, dat 8 km ligt van Botoșani.

- George Enescu, die geboren is in het dorpje Liveni, was een grote componist. Op 5-jarige leeftijd had hij al zijn eerste concert. Hij is beroemd om zijn Romanian Rhapsody.

## Steden
- Botoșani
- Dorohoi
- Săveni
- Darabani